# Vittore Carpaccio

Joven caballero en un paisaje, cuadro de Vittore Carpaccio. Madrid, Museo Thyssen-Bornemisza.

Vittore (o Vittorio) Carpaccio (Venecia, circa 1465 - 1525/1526) fue un pintor cuatrocentista italiano. Ocupa un lugar destacado en la pintura veneciana de la transición del siglo XV al XVI, aunque se mantuvo al margen de las corrientes pictóricas principales y desarrolló un estilo muy personal.

## Biografía
Se conocen pocos datos acerca de su vida. Se cree que nació en Venecia hacia 1460, hijo de Piero Scarpazza, mercader de pieles. La mayoría de sus obras datan de entre 1490 y 1519. Se le menciona por primera vez en el testamento de su tío Fra Ilario y el Dr Ludwig remonta su nacimiento a 1455, basándose en que nadie podía heredar antes de los 15 años, pero esta conjetura pasa por alto la posibilidad de que el legado le fuera hecho para cuando alcanzase la edad legal.
Cambió el apellido paterno por el de Carpaccio en consonancia con el ambiente humanístico veneciano, dominado por Ermolao Barbaro y Bernardo Bembo.
Recibió importantes influencias, directas o indirectas o indirectamente directas de Gentile Bellini y de Antonello da Messina. Algunos críticos han especulado acerca de un posible viaje a Turquía, motivado como otros artistas de su época, por el sultán Mahomet II. Con ello se quiere explicar los paños a la turca y los paisajes exóticos de sus composiciones, pero no hay nada seguro al respecto. Simplemente esta influencia oriental puede deberse a su maestro Gentile Bellini. De Gentile Bellini también adquiere el reflejo urbanístico de Venecia. La mayoría de sus obras reflejan episodios santorales, representados municiosamente.

Enseñó su oficio a sus dos hermanos Lazzaro y Sebastiano y a sus dos hijos Benedetto y Piero.

## Obra

### Primeras obras

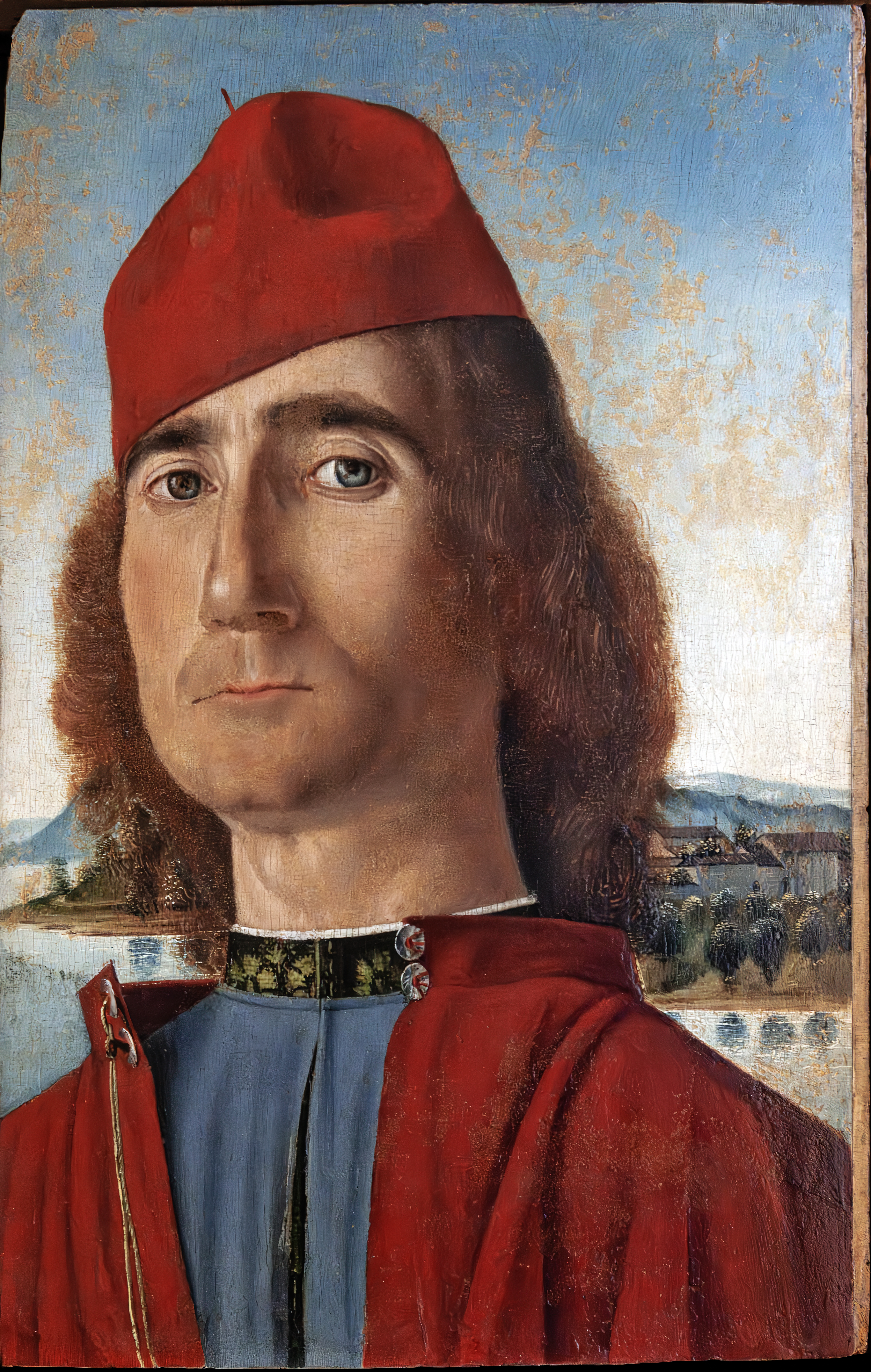
Primera obra de Vittore Carpaccio. Museo Correr, Venecia.

Se atribuye Retrato de un hombre con gorro rojo a su primera creación, data alrededor de 1485. En ella se observa influencias de zonas externas y el gusto de Carpaccio por el retrato.

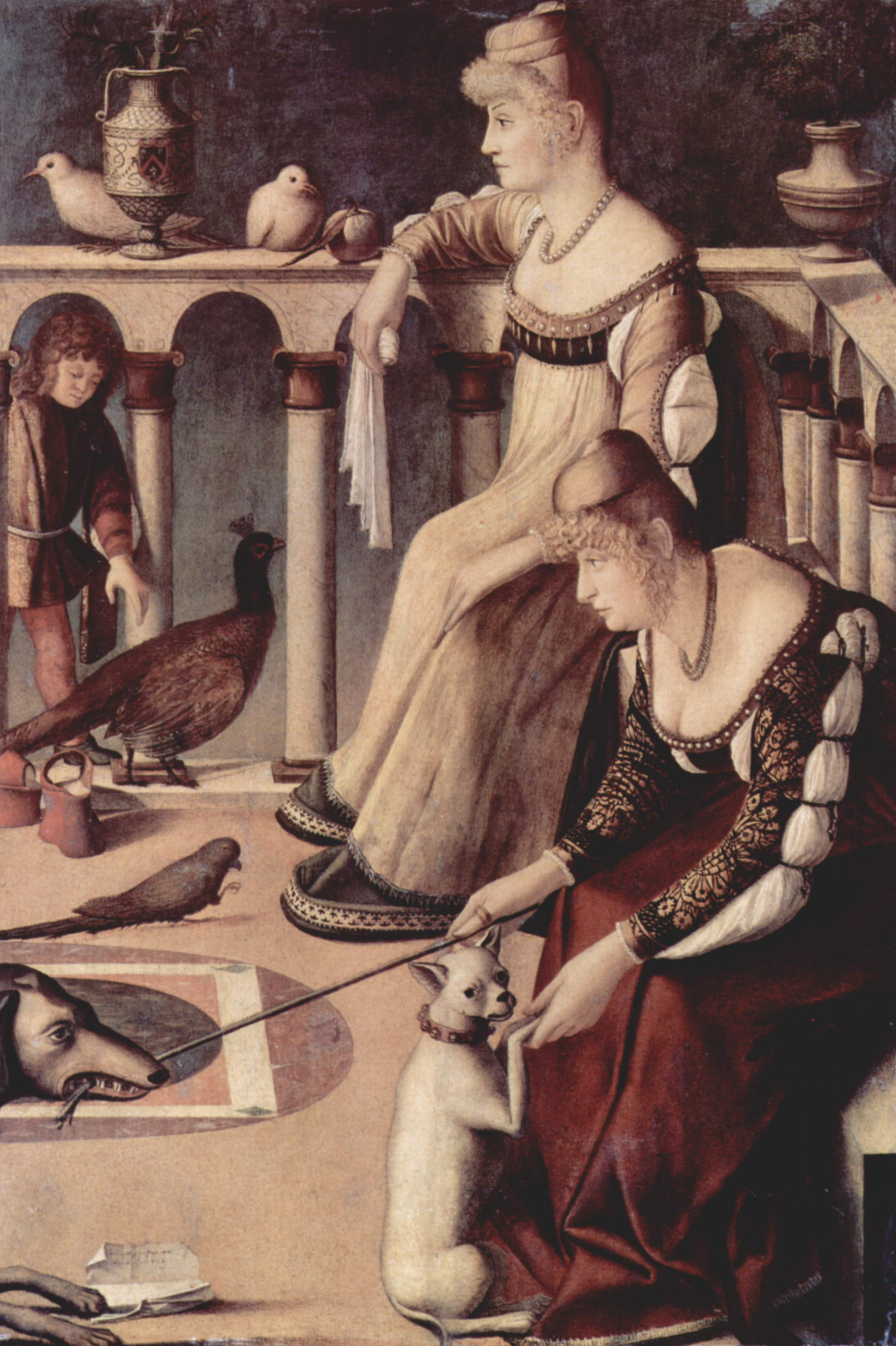
Las dos mujeres, h. 1495, óleo y temple sobre tabla, 94 x 63,5 cm, Museo Correr, Venecia

Se incluyen también en su primer período el Salvator Mundi (Florencia, colección Contini Bonacossi) y la Pietà del Palacio Pitti, obras en las que no solo es patente la influencia de Antonello da Messina y Giovanni Bellini, de quienes toma el sentido de la luz y el color, sino que se evidencian también relaciones con zonas externas a Venecia, como Ferrara y Urbino.

Entre 1490 y 1495 realiza la tabla Dos damas venecianas, también conocida como Las dos cortesanas, conservada en el Museo Correr de Venecia. Hay que tener en cuenta que la obra fue despojada de su parte superior. Se ha demostrado la errónea teoría que esta parte es la obra con el título de Caza en la laguna, conservada en el Getty Museum de Los Ángeles.
Ruskin lo catalogó como el mejor cuadro del mundo, admiró su «perfecta ejecución, artística fuera del dibujo».

Se conservan también dos retratos individuales de cortesanas, uno se encuentra en la Galería Borghese, en Roma y el otro en el Palazzo Mocenigo, de Venecia.
Sin embargo la mayoría de sus retratos no se conservan. La técnica que utilizó en ellos se vinculan también con Giorgione.

### Escenas de la vida de Santa Úrsula
Es uno de sus ciclos más conocidos debido a su pincel. Se refleja su rápida maduración artística, en las primeras representaciones la luz está tratada de forma primitiva y sucesivamente se refleja un pleno dominio de la perspectiva geométrica. Al mismo tiempo fue ilustrada en Flandes por Hans Memling.

Entre 1490 y 1496 pinta nueve lienzos con las Escenas de la vida de Santa Úrsula, por encargo de la Cofradía de Santa Úrsula (it.: Scuola di Sant'Orsola). Estas escenas están basadas en la Leyenda Dorada de Santiago de la Vorágine. Los lienzos evocan la historia de la santa, pero en un orden de realización que no corresponde al desarrollo histórico de los diferentes episodios: Llegada de los embajadores ingleses ante el rey de Bretaña; Despedida de los embajadores; Repatriamiento de los embajadores; Encuentro de los novios y marcha en peregrinación; Encuentro de los peregrinos con el Papa; Sueño de la santa; Llegada a Colonia; Martirio de los peregrinos y funerales de la santa. 
La composición de estas pinturas está relacionada con el teatro sacro de la época. En la Despedida de los embajadores, la escena tiene lugar en un pabellón abierto, dividido en tres partes. La lectura iconográfica del cuadro va de derecha a izquierda hacia el fondo, como en una especie de palco escénico dividido en varios momentos sucesivos. A la derecha, en un interior, se desarrolla el coloquio entre la santa y su padre. Santa Úrsula está sentada sobre el primer escalón de una escalera que conduce al interior, donde se encuentra la nodriza. En el centro se encuentra la escena con la entrega de la carta y la despedida de los embajadores y, al fondo a la derecha, la partida de los mismos. En el espacio central, al fondo, hay un templo de planta central y otros edificios imaginarios que recuerdan la arquitectura veneciana. A la derecha, a través de los soportales del patio, se ve un paisaje marino con galeones . En la esquina inferior izquierda, el hombre vestido con una toga roja puede ser una alusión a la figura del Festaiolo, es decir, el narrador que en el teatro de la época presentaba y comentaba las representaciones, habitualmente disfrazado de ángel. El Festaiolo permanecía en escena durante todo el desarrollo del espectáculo como intermediario entre el público y los sucesos representados.. Entre los espectadores se reconoce a algunos personajes con las insignias de la Compagnia della Calza, encargada de organizar fiestas y espectáculos con ocasión del Carnaval o de fiestas solemnes. 

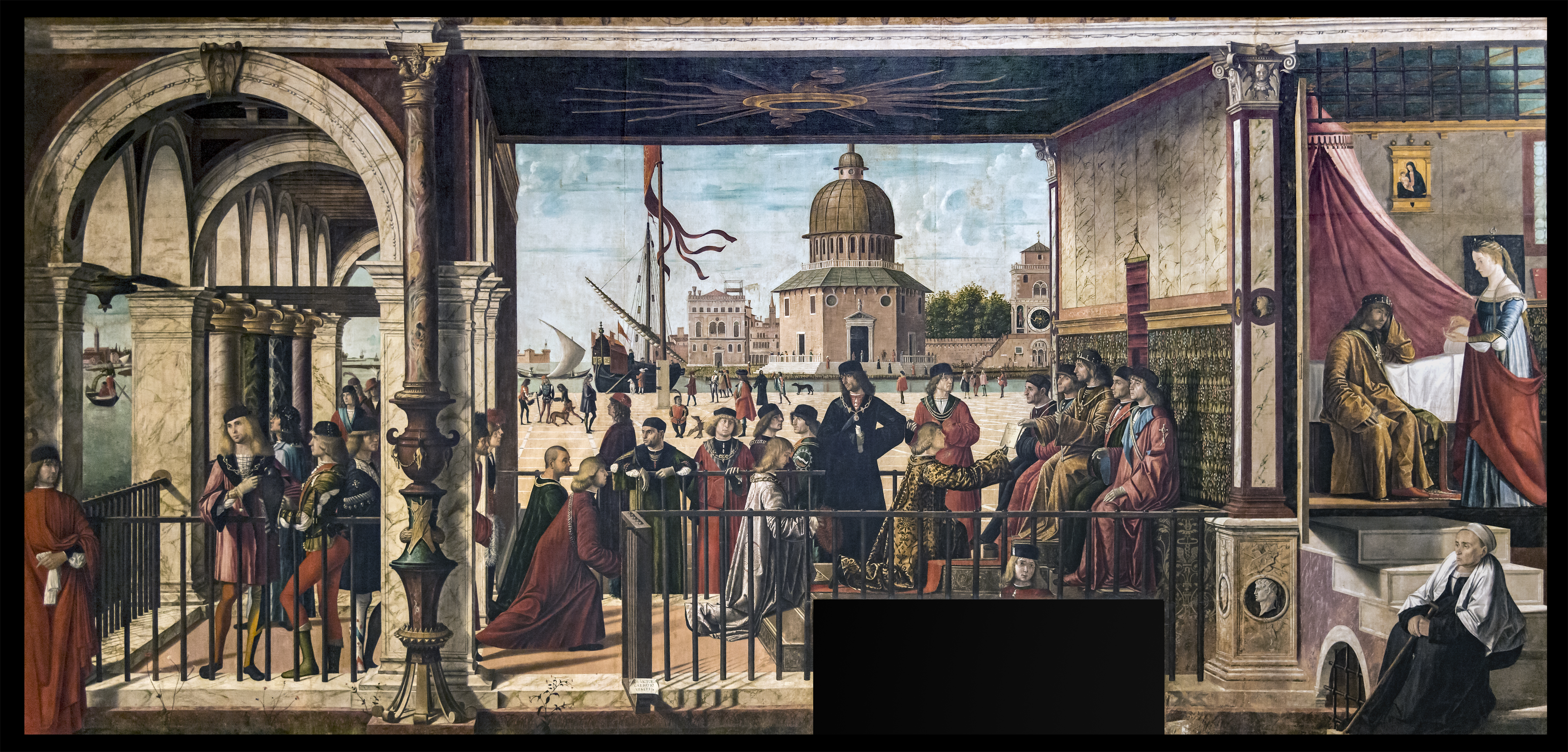
Despedida de los embajadores.

En Encuentro de los novios y marcha en peregrinación, la escena está dividida en dos partes desiguales por el pendón, desplazado hacia la derecha, junto al cual está sentado Antonio Doredan, de la "Compagnia della Calza", principal financiador de la obra. La división en dos partes permite al pintor contraponer dos tipos de paisajes: a la izquierda la Inglaterra pagana, con sus castillos y roquedos, donde Ereo se despide de su padre; a la derecha, en cambio, donde se desarrollan las escenas del encuentro de los dos novios y la partida de los dos en peregrinación, una imaginaria ciudad de la Bretaña cristiana, con edificios que por su arquitectura recuerdan a la Venecia del Renacimiento.

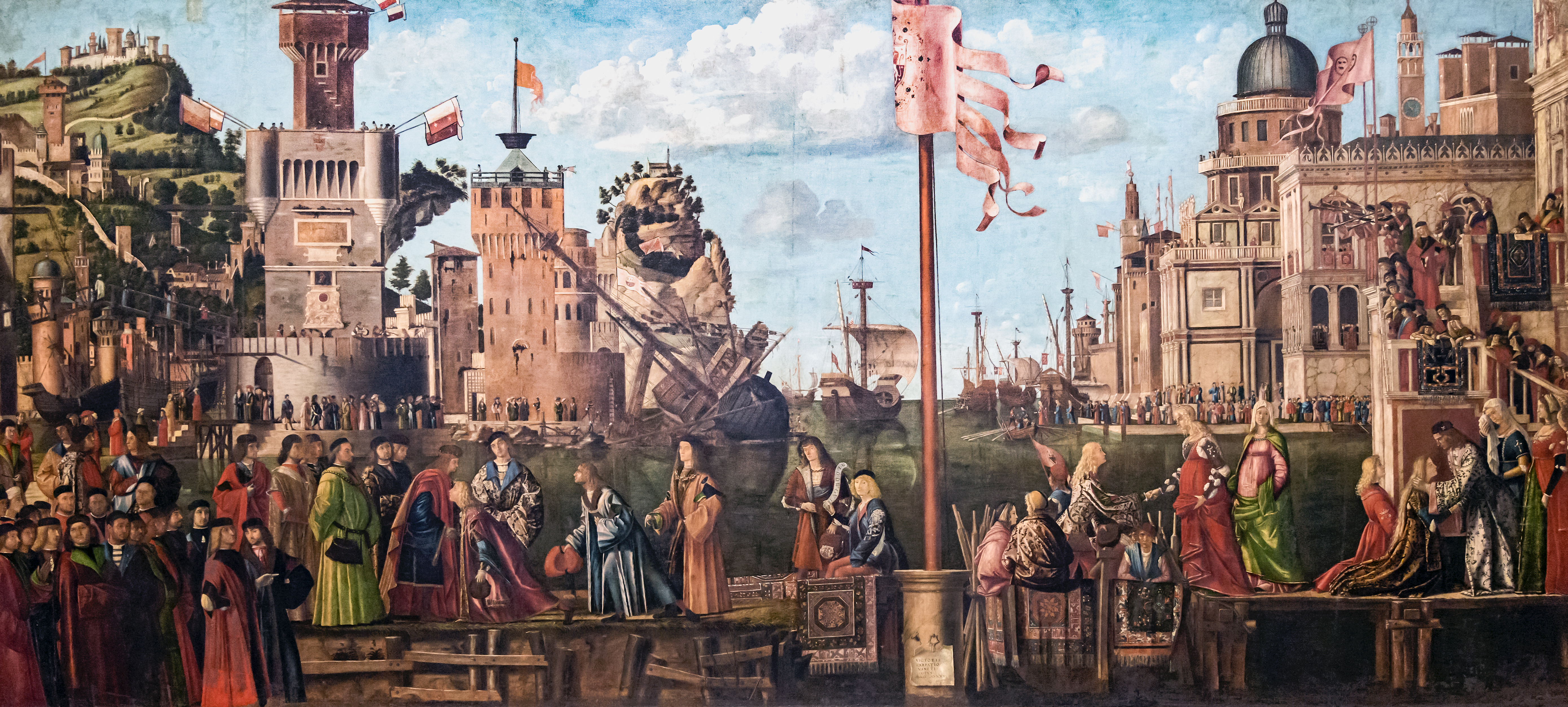
Encuentro de los novios y marcha en peregrinación.

El Encuentro es una excepción respecto al resto de pinturas del ciclo, dado que la escena de la izquierda está mucho más lejos de la realidad. Para las estructuras arquitectónicas Carpaccio se basó en xilografías de Erhard Reuwich, para dar cierto carácter exótico. Pretende así incluir la idea de una ciudad pagana alejada de la civilización, la contraposición entre lo pagano, atribuido Oriente y lo cristiano, atribuido a lo occidental.
El Sueño de la Santa representa el momento en que Santa Úrsula duerme en el lecho matrimonial. Durante el sueño, un ángel entra en la habitación y un haz de luz rosada ilumina el ambiente, revelando la sobria decoración del interior. Un dibujo preparatorio que se encuentra en los Uffizi muestra el significado poético que intentaba reflejar el artista. Esto indica su posible vinculación con lo abstracto alejada de la simple idea de retratar lo físico. El dormitorio refleja el interior doméstico de un palacio veneciano de finales del siglo XV, demostrando el gusto del pintor por el detalle como influencia flamenca.
De 1491 data la pala con la Gloria de Santa Úrsula.

En 1810 un decreto de Napoleón suprimió la Cofradía de Santa Úrsula, trasladando las pinturas a la Galería de la Academia de Venecia.

### Cofradía de San Juan Evangelista
Para la Cofradía de San Juan Evangelista realiza un Ciclo de historias de la Cruz. Destaca el cuadro Milagro de la reliquia de la Cruz, (1494), cuya escena se desarrolla junto al puente Rialto, y constituye un retrato sobre el urbanismo de la Venecia de finales del siglo XV.
Entre 1501 y 1507 , Carpaccio trabaja en el Palacio del Dux, junto con Giovanni Bellin, decorando la Sala del Maggior Consiglio. Por desgracia, este ciclo de pinturas se perdió por completo en el incendio de 1577. Pero sabemos que incluía una escena llamada Historia de Ancona, en la que se retrataba el regalo de un presente del papa Alejandro III al dux Sebastiano Ziano, en 1177 en Ancorna. Puede que la Historia de Ancora contara con un paisaje y una procesión similar a la de Santa Úrsula. 

En su momento, este encargo le dotó de importancia, pero Carpaccio seguía prefiriendo las Cofradías pequeñas pues su gusto se encontraba en el retrato del bullicio de las gentes de Venecia.

### Escenas de la vida de San Jorge y San Jerónimo
A diferencia de las pinturas para la Cofradía de Santa Úrsula, donde se representaban varias escenas en cada lienzo, en los cuadros pintado para la cofradía de San Giorgio degli Schiavoni, realizadas entre 1502 y 1507, y que todavía mantienen su emplazamiento original, el pintor se concentra en un único episodio, Los cuadros representan las historias de los tres santos dálmatas San Jerónimo, San Trifone y San Jorge. La simplificación estructural va acompañada de una acentuación de lo fantástico, que, unida a un realismo minucioso, crea escenas verosímiles pero envueltas en una aureola fantástica. Comenzó pintando escenas evangélicas y de las vidas de San Jorge, pero en 1502 la cofradía recibió una reliquia de San Jorge, enviada por el patriarca de Jerusalén añadiendo por ello escenas de la leyenda del santo caballero. 
La historia de San Jerónimo se compone de tres telas: San Jerónimo y el león en el convento, Funerales de San Jerónimo y San Agustín en su estudio. Un cuadro hace referencia a a la historia de San Trifone: San Trifone amansa al basilisco, tres a la de San Jorge: San Jorge y el dragón, Triunfo de San Jorge, y el Bautismo de los selenitas. 
En el cuadro San Jerónimo y el león en el convento en el centro de la composición se sitúa el santo, que lleva al convento al león al que ha quitado la espina de la garra, rodeado por la precipitada fuga de los frailes, que huyen a la vista del león. Aparece un sentido del humor poco frecuente en la pintura renacentista italiana, reflejando así el estilo libre del pintor. Se observa influencia de Giorgione en la intensidad cromática y la luz. Anton María Zanetti expuso que se basaba en otra escena análoga de Alvise Vivarini para la escuela de San Jerónimo en Canareggio.
En los Funerales de San Jerónimo  el centro está ocupado por el cuerpo tendido del santo, rodeado por los frailes, en oración. 
En San Agustín en su estudio, el tema es la premonición de la muerte de San Jerónimo por parte de San Agustín. Se representa el estudio de un humanista, repleto de objetos para el trabajo intelectual. El santo es representado en el momento preciso de su premonición, con la pluma levantada y el rostro vuelto hacia la ventana, por donde se filtra el rayo de luz que ilumina la estancia, como influencia flamenca. Pudo inspirarse en Jan Van Eyck o en Antonello de Messina.

Refleja notado simbolismo a la recuperada armonía entre lo profano y lo Cristiano. Se adecuan a la configuración de San Agustín por su gusto por lo sensible con su estricta dedicación a lo espiritual y expresa el humanismo tardío de Venecia del siglo XV.
San Trifone amansa al basilisco, de 1507, muestra el joven santo exorcizando a la hija del emperador Gordiano y amansando al demonio que apareció, según la leyenda, con la forma de "un perro negro con ojos de fuego". Carpaccio lo pinta semejante a un grifo. 

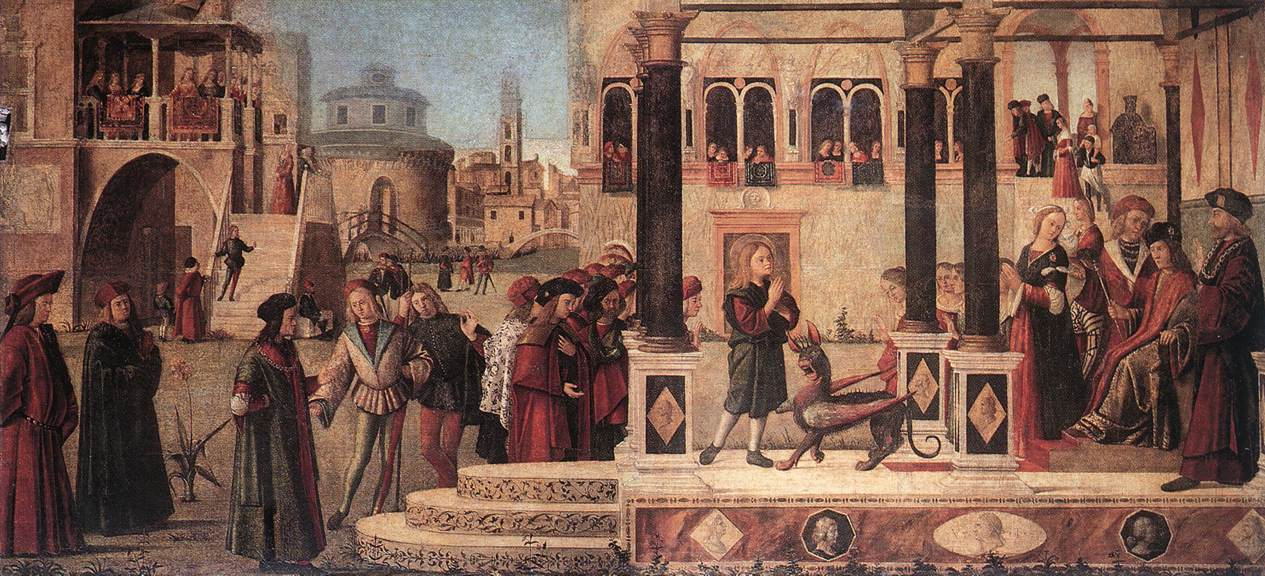
San Trifone amansa al basilisco.

San Jorge y el dragón , la escena se sitúa en un terreno cubierto de los macabros restos de la comida del dragón, donde se enfrentan el santo y el mencionado monstruo, retratado casi en posición heráldica. A la derecha está la princesa, detrás de la cual un arco de piedra deja ver el mar con un velero. A la izquierda parece una fabulosa ciudad oriental. Puede que Carpaccio se base en representaciones de Pisanello y Jacobo Bellini, con un sentimiento nostálgico de la época caballeresca.

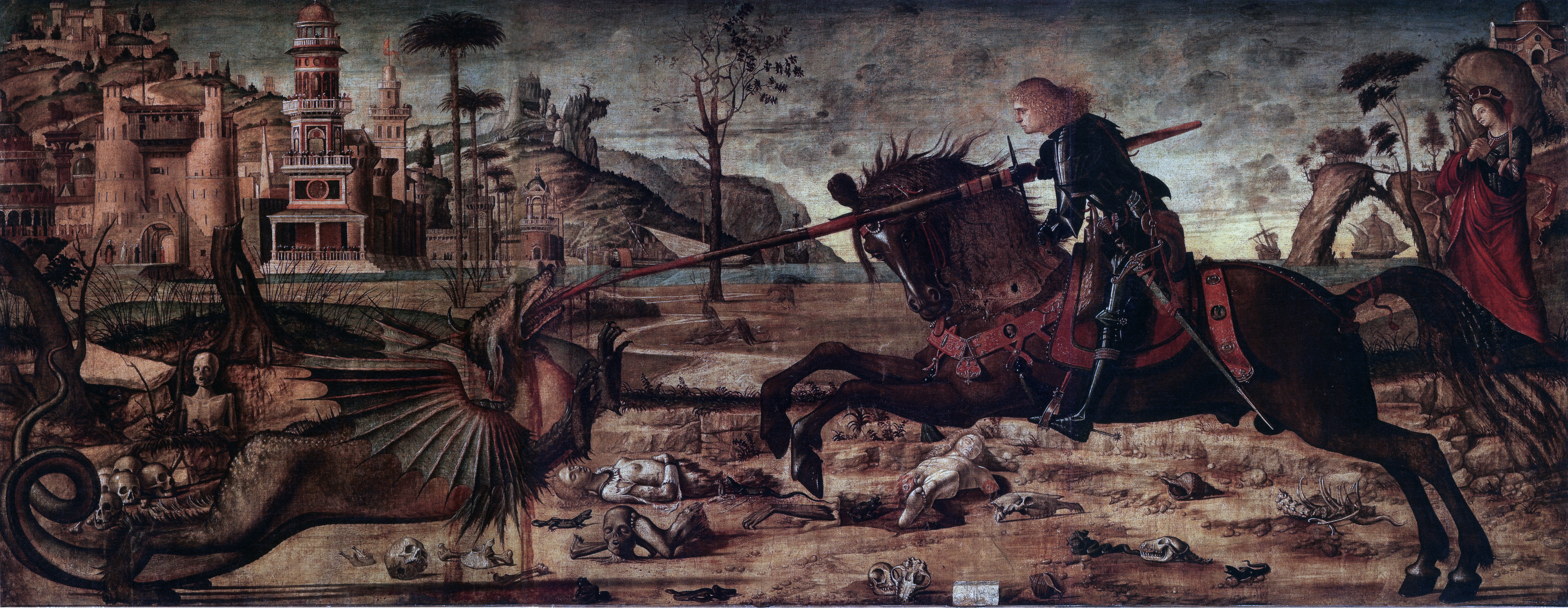
San Jorge y el dragón.

### Escenas de la vida de la Virgen
Entre 1504 y 1508 realiza, con amplia participación de pintores de su taller, un ciclo de 6 Escenas de la vida de la Virgen para la Cofradía de Santa María de los Albaneses ("Scuola di Santa Maria degli Albanesi)". Hoy esta serie de cuadros se halla repartida: la Natividad de María se conserva en la Academia Carrara de Bérgamo; la Presentación de María en el templo y el Milagro de la vara florida, en la Pinacoteca de Brera de Milán: la 'Anunciación, la Visitación y la Muerte de la Virgen, en la Ca' d'Oro de Venecia.

### Otros cuadros
Entre 1500 y 1510 pinta la Huida a Egipto, ubicada en la Galería Nacional de Arte (Washington). En ella se observa la xilografía que Durero realizó para su serie Vida de la Virgen, en 1505. Pintó algunos retablos como el de 1507 para San Pedro Mártir, de Muraco y, otro para Santa María del Vado en 1508. De hacia 1510 son las tablas Lamentaciones sobre Cristo muerto en el Staatliche Museen, de Berlín, y la Meditación sobre la pasión de Cristo (Nueva York, Metropolitan Museum) , que comparten una cierta atracción por lo macabro. El paisaje y la figura de Cristo recuerda a Mantegna como se observan en San Jorge y el dragón y Cristo Muerto.
Del mismo año es el Caballero, conservado en el Museo Thyssen de Madrid considerado el primer retrato de cuerpo entero pintado en toda Europa.  El escrito que aparece a la derecha y los colores del paje a caballo, son los de la Orden caballeresca napolitana del Armiño por lo que Roberto Weiss identifica al personaje con Francesco Maria della Rovere, duque de Urbino (1490-1538). Desde sus principios se mantuvo alejado por las corrientes del Renacimiento, debido a su enfoque medievo. Pero en sus últimos años intentó conciliar ambas corrientes. Por ello, en ese momento se le considera anticuado provocando su declive, debido también a la aparición de Tiziano y el Veronés. Esto provoca que se encierra en un mundo de ensueño, lo cual se refleja en el cuadro del Caballero, sin poder recuperar la lozanía de sus dos grandes ciclos.
También en 1510 realiza, para la iglesia de S. Giobbe, una monumental Presentación en el templo (Venecia. Academia), y en 1511, por contrato del marqués de Gonzaga, pinta una Vista de Jerusalén.

### Scuola di Santo Stefano
Entre 1511 y 1520 realiza cinco telas con Escenas de la vida de San Esteban para la Cofradía de San Esteban ("Scuola di Santo Stefano"): San Esteban llevado a juicio (perdida, se conserva una copia diujada autógrafa en el Gabinetto dei Disegni e Stampe de los Uffizi, en Florencia), la Predicación de San Esteban (Museo del Louvre, París), la Lapidación de San Esteban (Stuttgart, Staatsgalerie), Disputa de San Esteban con los miembros del Sanedrín (Milán, Pinacoteca de Brera), y otra más. En este último puede que entre los congregantes se encuentren retratos de los más ilustres pintores venecianos del momento y el propio Carpaccio, siendo la figura que asoma tras la columna más próxima del centro de la composición. Se cree que muchos de los personajes principales de sus creaciones de cofradías, se deben a retratos de familiares o amigos del pintor. Se aprecia todavía el cromatismo del mejor Carpaccio. Este ciclo supone un esfuerzo por incluir novedades renacentistas frente al aspecto medievo de las anteriores composiciones. También le pertenece obras como Santo Tomás de Aquino en el trono con San Marcos y San Ludovico de Toulouse y Los diez mil mártires, pintada en 1515.
La mayor parte de su producción tardía se reserva a la provincia, con importante participación de sus hijos Benedetto y Piero. En 1523 se le encarga dos portezuelas de órgano también en la Catedral de Capodistria.

Vittore Carpaccio supone una influencia desde el siglo XIX en pintores posteriores, como Giorgio De Chirico y Paul Klee.